# 在札幌ロシア連邦総領事館
在札幌ロシア連邦総領事館（ロシア語: Генеральное консульство Российской Федерации в Саппоро、英語: Consulate-General of the Russian Federation in Sapporo）は、ロシアが日本の北海道札幌市に設置している総領事館である。単に在札幌ロシア総領事館（ロシア語: Генеральное консульство России в Саппоро、英語: Consulate-General of Russia in Sapporo）とも。
北海道におけるロシア領事館の歴史は幕末の安政年間までさかのぼることができるが、1944年までは札幌ではなく函館に領事館が設置されていた。

## 沿革
1967年5月19日、アンドレイ・グロムイコソ連邦外務大臣と中川融在ソ連邦日本大使との間の書簡交換により札幌に総領事館を設立することが合意され、北海道のロシア領事館としては23年ぶり、札幌のロシア領事館としては史上初の開設が実現した。
2022年2月24日、ロシア軍が国際社会の批判を一顧だにせずウクライナに侵攻した。これを受けて3月4日、道内在住のウクライナ人やロシア人ら約20人が札幌のロシア総領事館周辺に集まってロシアのウクライナ侵攻に抗議する反戦デモを展開した。また、4月20日には、元札幌市長で市民運動家の上田文雄が総領事館に来訪してセルゲイ・マーリン総領事と面会し、国際連合憲章33条の平和的解決義務に従いロシア軍をウクライナから即時撤退させるよう勧告した。

## 所在地
| 日本語   | 〒064-0914 北海道札幌市中央区南14条西12丁目2番5号              |
| ロシア語 | 064-0914 Хоккайдо, Саппоро, район Тюо, Минами 14, Ниси 12, 2-5 |
| 英語     | 2-5, West-12, South-14, Chuo-ku, Sapporo, Hokkaido 064-0914    |

## 総領事

### 在札幌ソビエト連邦総領事（1967年 - 1991年）
| 代 | 氏名（日本語）                                       | 氏名（ロシア語）                  | 着任   | 退任   | 備考        |
| -- | ---------------------------------------------------- | --------------------------------- | ------ | ------ | ----------- |
| 1  | エヴゲーニイ・グリゴーリエヴィチ・ザブロージン       | Евгений Григорьевич Забродин      | 1967年 | 1969年 | [ 1 ] [ 9 ] |
| 2  | ニコライ・イヴァノヴィチ・バンドゥーラ               | Николай Иванович Бандура          | 1970年 | 1972年 | [ 1 ] [ 9 ] |
| 3  | アレクセイ・ニコラエヴィチ・マーミン                 | Алексей Николаевич Мамин          | 1972年 | 1980年 | [ 1 ] [ 9 ] |
| 4  | ユーリイ・イヴァノヴィチ・ルードネフ                 | Юрий Иванович Руднев              | 1980年 | 1985年 | [ 1 ] [ 9 ] |
| 5  | アレクセイ・ペトロヴィチ・オコニシニコフ             | Алексей Петрович Оконишников      | 1985年 | 1986年 | [ 1 ] [ 9 ] |
| 6  | アレクサンドル・ヴァシリエヴィチ・シャーロフ         | Александр Васильевич Шаров        | 1986年 | 1990年 | [ 1 ] [ 9 ] |
| 7  | イシェンバイ・アブドゥラザコヴィチ・アブドゥラザコフ | Ишенбай Абдуразакович Абдуразаков | 1990年 | 1991年 | [ 1 ] [ 9 ] |

### 在札幌ロシア連邦総領事（1991年 - ）
| 代 | 氏名（日本語）                                       | 氏名（ロシア語）                  | 着任       | 退任       | 備考                                     |
| -- | ---------------------------------------------------- | --------------------------------- | ---------- | ---------- | ---------------------------------------- |
| 1  | イシェンバイ・アブドゥラザコヴィチ・アブドゥラザコフ | Ишенбай Абдуразакович Абдуразаков | 1991年     | 1994年     | 留任、総領事離任後はキルギスの官僚に転身 |
| 2  | アンドレイ・ウラディーミロヴィチ・クリフツォフ       | Андрей Владимирович Кривцов       | 1994年     | 1999年     | 上海総領事                               |
| 3  | ヴァシリー・イヴァノヴィチ・サプリン                 | Василий Иванович Саплин           | 1999年     | 2004年     | [ 1 ] [ 9 ]                              |
| 4  | レオニード・レオニードヴィチ・シェフチュク           | Леонид Леонидович Шевчук          | 2004年     | 2008年     | [ 1 ] [ 9 ]                              |
| 5  | ヴァシリー・イヴァノヴィチ・サプリン                 | Василий Иванович Саплин           | 2008年     | 2014年     | 再任                                     |
| 6  | アンドレイ・アルカジエヴィチ・ファブリーチニコフ     | Андрей Аркадьевич Фабричников     | 2014年5月  | 2019年8月  | [ 11 ] [ 12 ]                            |
| -  | ロマン・ペトロヴィチ・コレスニク                     | Роман Петрович Колесник           | 2019年8月  | 2019年12月 | 総領事代理                               |
| 7  | セルゲイ・アナトリエヴィチ・マーリン                 | Сергей Анатольевич Марин          | 2019年12月 | （現職）   | [ 16 ]                                   |

## 管轄区域
歯舞群島、色丹島、国後島、択捉島を除く北海道全域、および青森県、岩手県

## 主要事件

### 在札幌ロシア連邦総領事館領事に対するペルソナ・ノン・グラータ通告（2022年）
2022年10月4日、ロシア当局による在ウラジオストク総領事館館員の拘束およびペルソナ・ノン・グラータ通告に対する報復措置として、日本国政府は在札幌ロシア連邦総領事館の領事1名にペルソナ・ノン・グラータを通告し、6日以内の国外退去を求めた。

## 著名な在勤者
- セルゲイ・カストルノフ - 在札幌総領事館函館事務所長